# 國民政府軍事委員會委員長南昌行營
國民政府軍事委員會委員長南昌行營，简称南昌行營，設立於1933年5月21日，是最早设置的國民政府軍事委員會委員長行營。南昌行营以第一次国共内战期间，國民政府軍事委員會委員長蔣介石以此机构指挥江西剿共戰爭及推行新生活運動著稱。南昌行营於1935年2月16日撤銷。

## 概述

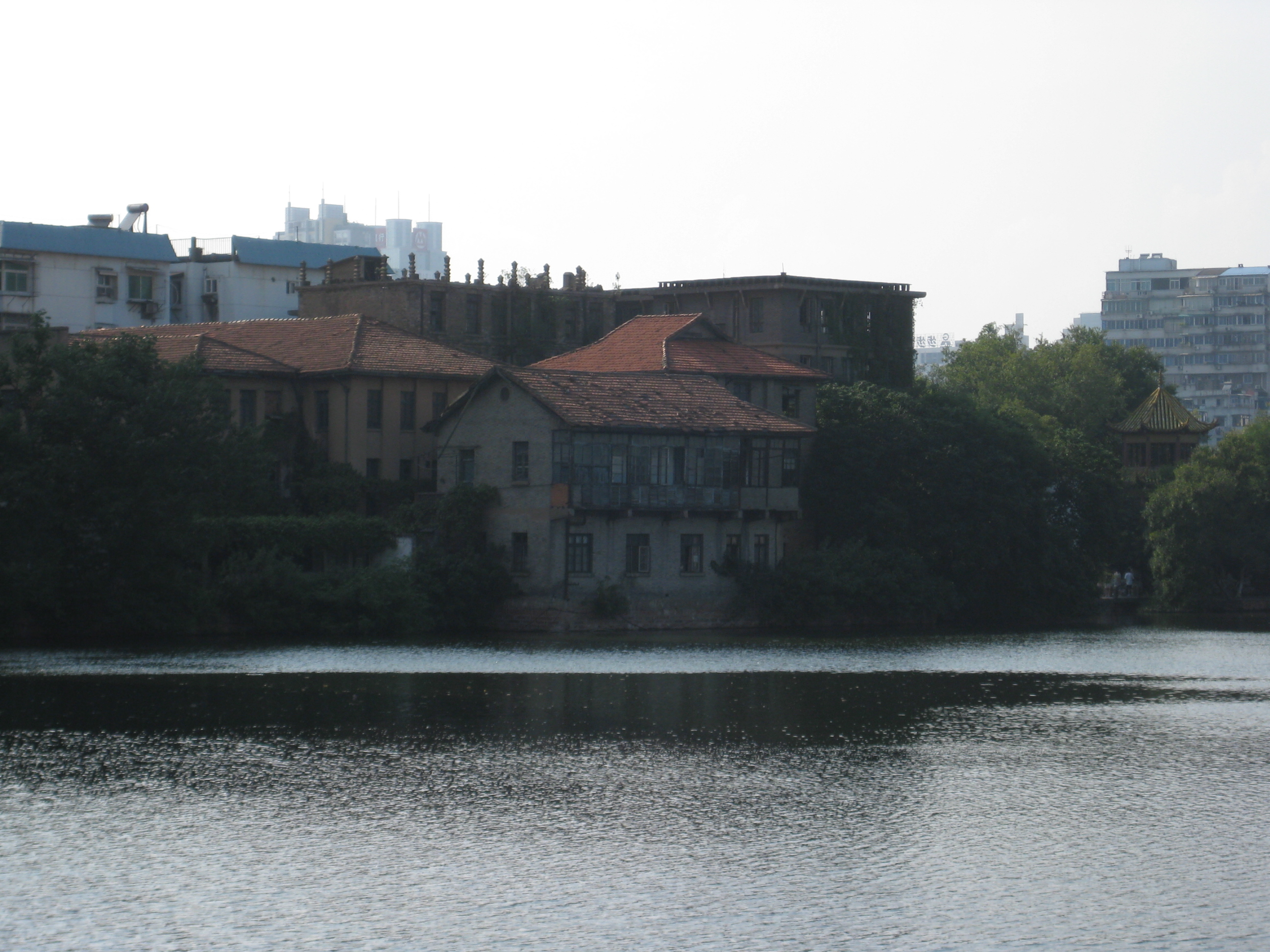
江西省立图书馆旧址

國民政府軍事委員會委員長南昌行營前身為陸海空軍總司令南昌行營，駐地原為依東湖而建的江西省立圖書館。1928年10月，江西省立圖書館落成兩個月之後，剛從中原大戰中收身的蔣介石便親臨南昌指揮“剿匪”事宜。因此，圖書館改為“陸海空軍總司令南昌行營”，是江南五省剿匪總部，被時人稱為“第二首都”。行營建於東湖百花洲上。二樓西面為蔣之辦公室，而前樓地面二層下為地下室。地下室設有水牢。
2016年底，江西省图书馆开始对南昌行營进行修缮，同时拆除最外侧的一栋楼房。

## 演變
- 1930/12/09  陸海空軍總司令南昌行營（魯滌平任行營主任）
- 1931/02/10  陸海空軍總司令南昌行營（何應欽任行營主任）
- 1931/11/30  駐贛綏靖公署（何應欽任綏靖主任）
- 1931/12/03  駐贛綏靖公署（朱紹良任綏靖主任）
- 1932/04/19  贛粵閩邊區剿匪總司令部（何應欽任總司令、陳濟棠為副司令[a]）
  - 余漢謀、陳誠、李揚敬、蔡廷鍇、白崇禧、朱紹良、譚道源、趙觀濤、孫連仲任第一至第九路军司令[5]
- 1932/06/28  豫鄂皖三省剿匪總司令部（蔣中正任總司令）
- 1933/05/21  軍事委員會委員長南昌行營（熊式輝任行營主任）

## 南昌行營机构
- 秘书长室：协助蒋介石处理综合情况，下辖秘书若干，由行营秘书长杨永泰负责。
- 办公厅：主持行营总务工作，主任熊式辉（新政学系的干将和江西省政府主席，不但要把行营的军政方略变为江西省的“施政纲要”，还要代表蒋介石出席各种场面性的活动）
- 第一厅：又称“三分厅”，主管军事工作，贺国光担任厅长，下辖两处六课，有参谋200多人。凡行营一应军事工作，如军令、作战计划、军政、后方勤务、军械给养等事项都由第一厅负责。
- 第二厅：又称“七分厅”，主管政治工作，由行营秘书长杨永泰兼任厅长，凡行营民政、教育及地方政权组织、农村经济、经济封锁等事项都由第二厅负责，在实践中逐渐演变为各省的直接行政上级，成为事实上的行政院。
- 政治部：主管国军“政训”工作，贺衷寒任主任，袁守谦任副主任，南昌行营指挥的80多个师其政治部主任都由贺衷寒节制。
- 审核处：权限极大，负责审核国民党10个省政府和3个特别市政府的人事和经费，一些重大的工程、计划也要经过它的批准
- 运输处：主管行营交通工作
- 航空处：负责第五次围剿的空军袭扰事宜
- 经理处：负责发放参加围剿的国军的薪饷
- 军医处：主管发放医药卫生物品，还在江西各地设立30多所伤兵收容医院
- 军法处
- “南昌行营剿匪军别动总队”，康泽负责。这是一支武装特务队伍，由出身于黄埔军校的中下级军官组成，主要负责在新占领区的宣传和基层政权重建工作，后来其职责范围越来越广，作用也越来越宽泛。

國軍指揮系統，1934年1月

### 東路軍
總司令蔣鼎文
- 第二路軍：總指揮蔣鼎文（兼）
  - 第四縱隊：李延年
- 第五路軍：總指揮衛立煌
  - 第九縱隊：劉和鼎
  - 第十縱隊：湯恩伯
- 總預備隊
  - 第二縱隊：王敬久

### 北路軍
總司令顧祝同、前敵總指揮陳誠
- 第一路軍：總指揮顧祝同（代）、副總指揮劉興
  - 守備隊：劉興
- 第三路軍：總指揮陳誠、副總指揮羅卓英
  - 第三縱隊：樊崧甫
  - 第五縱隊：羅卓英
  - 第八縱隊：周渾元
  - 守備隊：毛炳文
  - 預備隊
- 第六路軍：總指揮薛岳
  - 第六縱隊：劉紹先
  - 第七縱隊：吳奇偉
- 第二十六路軍：總指揮孫連仲
- 浙贛閩邊區：警備司令趙觀濤
- 總預備隊：總指揮官錢大鈞

### 西路軍
總司令刘德华
- 第一縱隊：劉建緒
- 第二縱隊：劉膺古
  - 第五軍：譚道源
- 第三縱隊：陳繼承

### 南路軍
總司令陳濟棠
- 第一軍：余漢謀
- 第二軍：香翰屏
- 第三軍：李敬揚

### 空軍
- 轟炸第一隊
- 轟炸第二隊
- 偵察兼轟炸第三隊
- 偵察兼轟炸第四隊
- 偵察兼轟炸第五隊

## 备注
1. ↑  网站原文中，陳濟棠职务为副总司令。任命书原文中，陳濟棠职务为副司令[4]。